# Dub u Františkova
Dub u Františkova je památný strom rostoucí jihozápadně od Jablonného v Podještědí, města na severu České republiky v Libereckém kraji.

## Poloha a historie
Strom roste při východní straně silnice číslo III/26834, v jejím úseku mezi Zámeckou, částí Jablonného v Podještědím, a Velkým Valtinovem. V loukách po západní straně silnice, v místech, kde se nachází památný strom, sleduje komunikaci tok Panenského potoka. O prohlášení stromu za památný rozhodl městský úřad v Jablonném v Podještědí, který 17. listopadu 1994 vydal příslušný dokument, jenž nabyl své právní moci dne 9. prosince 1994.

## Popis
Památný strom je dub letní (Quercus robur) a dosahuje výšky 25 metrů. Obvod jeho kmene činí 510 centimetrů. Roste ve svahu nad zmíněnou komunikací a v jeho okolí je vyhlášeno ochranné pásmo, které má velikost v rozsahu koruny památného dubu.